# Dario Cecchi
Dario Cecchi (Firenze, 26 maggio 1918 – Roma, 16 settembre 1992) è stato un costumista, scenografo, pittore e scrittore italiano, figlio dello scrittore Emilio Cecchi.

## Biografia
Terminati gli studi presso l'Accademia di belle arti di Roma, fu accolto nello studio di Gino Carlo Sensani. Il primo set che frequentò fu La corona di ferro di Alessandro Blasetti. Il primo film in cui fu costumista fu I miserabili di Riccardo Freda, lavoro condiviso con la costumista Maria Baronj che nel 1950 divenne sua moglie.

## Filmografia

### Costumista

#### Cinema
- I miserabili, regia di Riccardo Freda (1948)
- L'ebreo errante, regia di Goffredo Alessandrini (1948)
- Fifa e arena, regia di Mario Mattoli (1948)
- Il trovatore, regia di Carmine Gallone (1949)
- I pirati di Capri, regia di Edgar Ulmer e Giuseppe Maria Scotese (1949)
- Il bacio di una morta, regia di Guido Brignone (1949)
- Amore e sangue, regia di Marino Girolami (1951)
- Incantesimo tragico (Oliva), regia di Mario Sequi (1951)
- La vendetta del corsaro, regia di Primo Zeglio (1951)
- O.K. Nerone, regia di Mario Soldati (1951)
- Il cappotto, regia di Alberto Lattuada (1952)
- La tratta delle bianche, regia di Luigi Comencini (1952)
- I tre corsari, regia di Mario Soldati (1952)
- La nemica, regia di Giorgio Bianchi (1952)
- Prigioniera della torre di fuoco, regia di Giorgio Walter Chili (1952)
- Jolanda, la figlia del Corsaro Nero, regia di Mario Soldati (1952)
- Legione straniera, regia di Basilio Franchina (1952)
- Un turco napoletano, regia di Mario Mattoli (1953)
- La lupa, regia di Alberto Lattuada (1953)
- Capitan Fantasma, regia di Primo Zeglio (1953)
- Il più comico spettacolo del mondo, regia di Mario Mattoli (1953)
- Vortice, regia di Raffaello Matarazzo (1953)
- La nave delle donne maledette, regia di Raffaello Matarazzo (1953)
- Tempi nostri - Zibaldone n. 2, regia di Alessandro Blasetti (1954)
- Scuola elementare, regia di Alberto Lattuada (1954)
- Il letto, regia di Gianni Franciolini (1954) - (episodio Il divorzio)
- La bella mugnaia, regia di Mario Camerini (1955)
- La maja desnuda (The Naked Maja), regia di Henry Koster e Mario Russo (1958)
- Ferdinando Iº re di Napoli, regia di Gianni Franciolini (1959)
- Gli amori di Ercole, regia di Carlo Ludovico Bragaglia (1960)
- I delfini, regia di Francesco Maselli (1960)
- Via Margutta, regia di Mario Camerini (1960)
- I due nemici (The Best of Enemies), regia di Guy Hamilton (1961)
- Io amo, tu ami..., regia di Alessandro Blasetti - documentario (1961)
- La congiura dei dieci, regia di Baccio Bandini e Étienne Périer (1962)
- La Pantera Rosa (The Pink Panther), regia di Blake Edwards (1963)
- Frenesia dell'estate, regia di Luigi Zampa (1963)
- Il Tulipano Nero (La Tulipe noir), regia di Christian-Jaque (1964)
- Cyrano e D'Artagnan (Cyrano et d'Artagnan), regia di Abel Gance (1964)
- Darling, regia di John Schlesinger (1965)
- Vado... l'ammazzo e torno, regia di Enzo G. Castellari (1967)
- Il segreto di Santa Vittoria (The Secret of Santa Vittoria), regia di Stanley Kramer (1969) - non accreditato
- Le avventure di Gerard (The Adventures of Gerard), regia di Jerzy Skolimowski (1970)
- Venga a prendere il caffè... da noi, regia di Alberto Lattuada (1970)
- Boccaccio, regia di Bruno Corbucci (1972)
- Attenti al buffone, regia di Alberto Bevilacqua (1976)
- Il Corsaro Nero, regia di Sergio Sollima (1976)

#### Televisione
- Odissea - miniserie TV, 8 puntate (1968)
- La bufera - miniserie TV, 3 puntate (1975)

### Costumista e scenografo
- Sotto il sole di Roma, regia di Renato Castellani (1948)
- Altri tempi - Zibaldone n. 1, regia di Alessandro Blasetti (1952)
- La spiaggia, regia di Alberto Lattuada (1954)
- Il bidone, regia di Federico Fellini (1955)
- Dagli Appennini alle Ande, regia di Folco Quilici (1959)
- Estate violenta, regia di Valerio Zurlini (1959)
- Per amore... per magia..., regia di Duccio Tessari (1967)
- Il prode Anselmo e il suo scudiero, regia di Bruno Corbucci (1972)
- Tam tam Mayumbe, regia di Gian Gaspare Napolitano (1955)
- Se tutte le donne del mondo, regia di Henry Levin e Arduino Maiuri (1966) - non accreditato
- Il petomane, regia di Pasquale Festa Campanile (1983)

### Scenografo
- Il delitto di Giovanni Episcopo, regia di Alberto Lattuada (1947)
- Donne senza nome, regia di Géza von Radványi (1950) - non accreditato
- L'edera, regia di Augusto Genina (1950)
- La fortuna di essere donna, regia di Alessandro Blasetti (1956)
- La Tosca, regia di Luigi Magni (1973)
- Ombre bianche (The Savage Innocents), regia di Nicholas Ray (1960)
- Il diavolo, regia di Gian Luigi Polidoro (1963)
- Io, io, io... e gli altri, regia di Alessandro Blasetti (1966)